# 科尔莱加尔
科尔莱加尔（Kollegal），是印度卡纳塔克邦Chamarajanagar县的一个城镇。总人口52450（2001年）。

## 人口
该地2001年总人口52450人，其中男性26731人，女性25719人；0—6岁人口5273人，其中男2688人，女2585人；识字率69.22%，其中男性为74.37%，女性为63.86%。